# 中华人民共和国重工业部
中华人民共和国重工业部是中华人民共和国国务院曾设置的一个组成部门，前身中央人民政府重工业部成立于1949年，1954年改称中华人民共和国重工业部，1956年重工业部被撤销。

## 历史
中央人民政府下成立了重工业部，人员主要来自华北人民政府公营企业部（建国前一阶段称为中央金属工业处）。陈云兼部长，何长工、刘鼎、钟林任副部长。管理体制为重工业部、局(或大区工业部)、企业三级。
1952年8月7日，中央人民政府委员会第十七次会议决定，成立从重工业部分出成立中央人民政府第一机械工业部、第二机械工业部。
1954年9月，第一届全国人民代表大会第一次会议在北京召开，会议通过了《中华人民共和国宪法》和《中华人民共和国国务院组织法》，成立中华人民共和国国务院。国务院按照《国务院组织法》第二条的规定，设立了中华人民共和国重工业部，接替了由原中央人民政府重工业部负责的相关工作。
1956年5月12日，第一届全国人民代表大会常务委员会第四十次会议上决定批准国务院撤销重工业部，在原重工业部钢铁工业管理局和有色金属管理局的基础上组建中华人民共和国冶金工业部；在原重工业部化学工业管理局的基础上组建中华人民共和国化学工业部，并将原属中华人民共和国轻工业部管理下的橡胶工业和制药工业划归化学工业部管理；在原重工业部建筑材料工业管理局的基础上组建中华人民共和国建筑材料工业部。

## 组织结构
- 中华人民共和国重工业部
  - 办公厅主任赖际发
  - 研究室
  - 计划司 司长徐驰
  - 生产技术司
  - 设计司
  - 基本建设司
  - 供应局
  - 销售局
  - 财务司
  - 地质司（后改为地质局）
  - 劳动工资司
  - 干部司
  - 工业教育司
  - 行政司
  - 监察室
  - 卫生处
  - 第二处
  - 机要处
  - 兵工办公室：1950年5月成立。副部长刘鼎兼办公室主任，郑汉涛任副主任。国防工业分别由各大行政区人民政府或军政委员会领导。兵工办公室是兵器工业的归口管理机构，对全国兵器工业的调整、生产计划、产品规格和财务结算实施统一归口管理；干部和经费都依托于华北兵工局。设在东四魏家胡同，按秘书、计划、技术、质量检验、财务、总务6个组设立（后改为处）。此时，兵工企业由解放区的294座和接管国民党的68座调整后组合为45座，拥有职工近10万人，设备近3万台。1950年7月以总后勤部部长杨立三和刘鼎的名义，向中央上报了《关于兵工建设总方针的报告》，比较全面地提出了兵器工业的建设方案，主要是实行集中统一的管理，建立中国兵器的制式系列，组建兵器科研机构，开展新型兵器的研究设计，对企业进行技术改造等。1950年10月6日，兵工办公室在北京召开第一届全国兵工会议。1950年10月19日，中国人民志愿军跨过鸭绿江，兵工会议立即转为紧急战备生产动员；会议到11月4日结束。1951年4月，政务院第八十次会议决定在重工业部下成立兵工总局（其前身为兵工办公室），统一管理全国兵器工业，并受1951年1月4日成立的周恩来兼任主任，代总参谋长聂荣臻和国家财委副主任李富春兼任副主任，成员有各军、兵种和重工业部主要领导的中央军委兵工委员会的领导，刘鼎兼任局长，钱志道和郑汉涛任副局长，机关在雍和宫大街51号。
    - 华北兵工局兼管山东：局长汉涛（即郑汉涛兼）
    - 中南兵工局  局长朱毅，副局长吴运铎
    - 西南兵工局
    - 东北兵工局 局长乐少华

  - 电信工业局：1949年7月成立中国人民革命军事委员会电信总局工业管理处。1950年5月，中央人民政府政务院批准在重工业部建制内成立电信工业局，由中央军委通信部代管，负责统一管理全国的电信工业企业。王诤兼任局长。副局长王士光。
  - 船舶工业局：1950年上半年筹备。1950年10月在上海成立。1950年12月29日，政务院任命华东工业部副部长程望为局长
  - 航空工业局：1951年4月18日，中共中央决定成立重工业部航空工业局，统一负责一切飞机的修理工作。1951年4月29日，周恩来总理签发文件在沈阳成立航空工业局。同月，空军司令部颁发移交16个飞机修理厂给航空工业局的命令。1951年7月，政务院任命重工业部代部长何长工兼航空工业局局长，具体负责航空工业的组建工作。后由段子俊任局长。
  - 钢铁工业管理局：局长刘彬、副局长陆达
  - 有色金属工业管理局：局长王逸群
    - 总工程师
    - 计划处
    - 生产处
    - 苏联专家室

  - 机器工业局：局长韩振纪、副局长郭栋材
  - 化学工业管理局：局长张珍、副局长李苏
  - 建筑材料工业管理局：局长杨思九
  - 汽车工业筹备组（即汽车工业管理局前身）1950年3月27日设立。机关最初最初只有30来人，在灯市口西口的原工程师学会会址内办公。用1000匹五福布从湖北军阀肖耀南的后代手中买了位于北京鼓楼东扁担场的一所四合院民房作为机关办公场所，鼓楼东的胡同一小经厂10号设单身宿舍。 主任郭力，副主任孟少农。主要工作领导筹建新建一汽，兼顾各老厂（天津的一个汽车修配厂；北京长辛店的一个修理厂；长春的坦克发动机修配厂等，以及后来各地方自力更生兴办的北京、南京、济南、上海汽车整车厂，以及全国汽车配件行业）的生产和改建、扩建。由于成立早，曾兼管航空工业、拖拉机行业、滚动轴承行业。召开了全国机器工作会议（从1950年2月22日开到5月23日）与汽车工业会议（从8月2日开到7日），交换了各地的情况，酝酿了恢复生产和发展的方向，确定先恢复后建设、先前方、后后方、先关外、后关内的方针。找到了资源委员会委托美国Reo汽车公司制作的五卷建设汽车厂设计图，在昆明山洞里发现了资源委员会买的美国Sterling公司的汽车图纸。在北京、石家庄、太原、西安、宝鸡、武汉、株洲等地勘察了建厂厂址，并在京西石景山附近的衙门口做了地质勘探。筹备组内设材料部、设备部、设计部、综合部（负责在衙门口的基建）等。
    - 计划科 科长胡亮（晋察冀干部）
    - 训练科：组织应届大学毕业生按专业去上海等大工厂实习培训，然后分配工作。1952年开始自办中专，派赵宏赴长春办汽车工业学校。
    - 汽车实验室（1950年7月组建，1951年初迁入北京南池子76号，迁长春后改称长春汽车研究所）主任吴敬业，1952年支援一汽任技术处处长后，张德庆继任主任。国民政府买的一套美国格里森16号等螺旋伞齿轮加工机床，交给了南池子实验室杨南生负责，后来称为一汽底盘分厂最核心的技术装备。
    - （工厂）设计室：主任王玉京

  - 金属回收局
  - 建筑安装局

### 直属单位
- 中南有色局
  - 长沙地质勘探公司
    - 二〇五地质队
- 钢铁设计总院
- 有色冶金设计总院
- 北京钢铁学院
- 东北工学院
- 中南矿冶学院
- 长春冶金地质专科学校

### 重点厂矿
列入中国第一个五年计划苏联援建的156项重点工程的重工业部所属建设项目有：
- 钢铁7项
  - 鞍山钢铁公司
  - 武汉钢铁公司
  - 包头钢铁公司
  - 本溪钢铁公司
  - 富拉尔基特殊钢厂
  - 吉林铁合金厂
  - 热河钒钛矿
- 有色金属13项
  - 抚顺铝厂，年产电解铝3.6万吨，副产镁、硅、钛。是中国电解铝行业的“母体”厂。
  - 哈尔滨铝加工厂，设计年产铝材3万吨。是中国铝加工行业的母厂。
  - 吉林电极厂
  - 株洲硬质合金厂，只要是钨钴合金
  - 洛阳铜加工厂
  - 杨家杖子钼矿
  - 白银有色金属公司，设计年产3万吨电解铜。
  - 江西大吉山钨矿1958年建成投产
  - 江西西华山钨矿1960年建成投产
  - 江西岿美山钨矿
  - 云南锡业公司
  - 东川铜矿
  - 会泽铅锌矿

依靠中国自己的力量新建、改建、扩建的一五计划期间重点项目：
- 有色冶金
  - 沈阳冶炼厂
  - 山东铝厂：位于张店，1954年7月一期投产，年产氧化铝10万吨。是中国氧化铝行业的“母体”厂。
  - 安徽铜官山铜矿
  - 云南易门铜矿
  - 湖北阳新铜矿
  - 河北寿王坟铜矿
  - 湖南水口山铅锌矿
  - 湖南锡矿山锑矿
  - 江西盘古山钨矿
  - 广西平桂锡矿
  - 辽宁葫芦岛冶炼厂
  - 辽宁苏家屯有色金属加工厂
  - 沈阳冶金机械厂
  - 衡阳冶金机械修造厂
  - 昆明冶炼厂
  - 株洲冶炼厂
  - 中条山铜矿（二五计划时正式开工）
  - 德兴铜矿（二五计划时正式开工）

## 历任部长
1. 陈云（兼）
2. 何长工（代部长）
3. 李富春
4. 王鹤寿
5. 关 羽